# سالم (جامعه)، شهرستان کنوشا، ویسکانسین
سالم (به انگلیسی: Salem) یک منطقهٔ مسکونی در ایالات متحده آمریکا است که در شهرستان کنوشا، ویسکانسین واقع شده‌است. سالم ۲۳۷٫۱۴ متر بالاتر از سطح دریا واقع شده‌است.